# Bec-en-croc de Cayenne
Leptodon cayanensis
Espèce
Statut de conservation UICN

 LC  : Préoccupation mineure
Répartition géographique
Statut CITES
Le Bec-en-croc de Cayenne (Leptodon cayanensis), anciennement connu sous le nom de Milan de Cayenne, est une espèce de rapaces de la famille des Accipitridae.

## Description

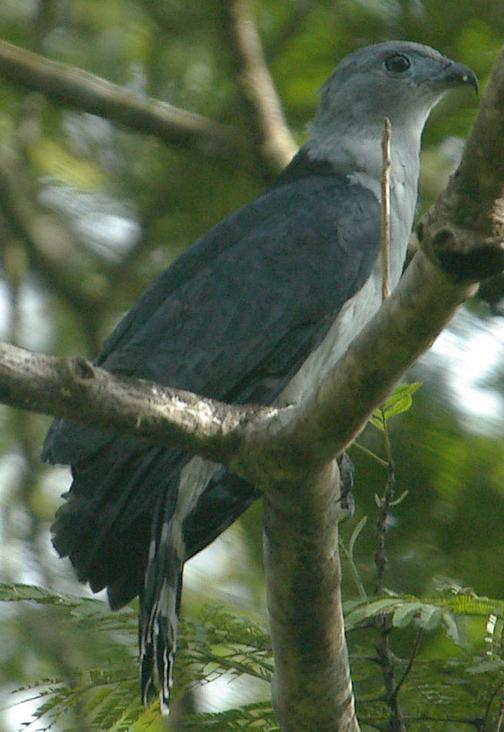

Il mesure 46 à 53 cm de longueur et pèse 410 à 605 g. L'adulte a une tête grise, le dos noir, le ventre blanc et une queue noire avec deux ou trois barres blanches. Le bec est bleu et les pattes grises. Le vol est un vol battu-glissé.
Les immatures de l'espèce peuvent être de différents morphes : 
- une couleur dans l'ensemble noir avec des bandes grises sur la queue.
- les ailes marron foncé avec le reste du corps blanc.
- les ailes légèrement striées sur un ton noir, une teinte rousse et la présence d'un huppe.

Ces différents plumages chez les jeunes individus pourraient respectivement s'expliquer par un mimétisme avec l'Aigle tyran (Spizaetus tyrannus), l'Aigle noir et blanc (Spizaetus melanoleucus) et enfin l'Aigle orné (Spizaetus ornatus). Ces trois spizaètes sont des rapaces redoutés dans le lieu de répartitions du Bec-en-croc de Cayenne. 

## Mode de vie
Il se nourrit principalement de reptiles, mais attrape aussi des grenouilles et des gros insectes. Il se tient normalement au sommet d'un piquet duquel il fonce sur sa proie. L'appel est un miaulant Keow.

## Reproduction
Le nid, fait de branches et bordé d'herbes, est construit au sommet d'un arbre. La couvée est de un ou deux œufs blancs, violacés à une extrémité et tachetés de brun.

## Répartition
On le trouve de l'est du Mexique et de Trinité au sud jusqu'au Pérou, Bolivie, Brésil et nord de l'Argentine.

## Habitat
On le trouve dans les savanes boisées et les forêts marécageuses.

## Sous-espèces
D'après la classification de référence (version 14.1, 2024) de l'Union internationale des ornithologues, le Bec-en-croc de Cayenne possède 2 sous-espèces (ordre philogénique) :
- Leptodon cayanensis cayanensis (Latham, 1790) ;
- Leptodon cayanensis monachus (Vieillot, 1817).